# Onychocepon harpax
Onychocepon harpax är en kräftdjursart som beskrevs av Perez 1921. Onychocepon harpax ingår i släktet Onychocepon och familjen Bopyridae. Inga underarter finns listade i Catalogue of Life.